# Maciej Piera
Maciej Piera (ur. 1993) – polski publicysta, popularyzator wiedzy o górach i historii ich eksploracji oraz youtuber. Prowadzi kanał na YouTube o nazwie Szczytomaniak. 

## Życiorys
Jest absolwentem Akademii Wychowania Fizycznego im. Bronisława Czecha w Krakowie. Od 2017 tworzy kanał Szczytomaniak w serwisie YouTube. Jest autorem serii podcastów Tajemnice himalajskich wypraw nagrodzonego brązem w kategorii Podcast. Historie dla każdego w konkursie Best Audio Empik Go. Piera jest także współpracownikiem magazynu Góry.
W 2021 roku nakładem Wydawnictwa Pascal ukazała się jego książka pt. Siła przetrwania. Największe górskie tragedie. Książka znalazła się między innymi wśród 57 publikacji zakwalifikowanych do 9. edycji Konkursu na Książkę Górską Roku organizowanego w ramach Festiwalu Górskiego im. Andrzeja Zawady i Festiwalu Literatury Górskiej w Lądku-Zdroju. Książka Piery była także recenzowana na łamach wielu serwisów w tym między innymi Wspinanie.pl i prezentowana w trakcie Festiwalu Moc Gór 2021.